# Miles Scotson
Miles Scotson (Adelaida, 18 de enero de 1994) es un deportista australiano que compite en ciclismo en las modalidades de pista y ruta, perteneciendo al equipo Arkéa-B&B Hotels. Su hermano Callum también es ciclista.
Ganó tres medallas en el Campeonato Mundial de Ciclismo en Pista entre los años 2014 y 2016.
En carretera obtuvo dos medallas en el Campeonato Mundial de Ciclismo en Ruta, plata en 2017 y bronce en 2016. Además, obtuvo una victoria de etapa en la Vuelta a la Comunidad Valenciana de 2021.

## Medallero internacional

### Ciclismo en pista
| Campeonato Mundial | Campeonato Mundial      | Campeonato Mundial | Campeonato Mundial      |
| Año                | Lugar                   | Medalla            | Competición             |
| ------------------ | ----------------------- | ------------------ | ----------------------- |
| 2014               | Cali (Colombia)         | Medalla de oro     | Persecución por equipos |
| 2015               | Saint-Quentin (Francia) | Medalla de bronce  | Persecución por equipos |
| 2016               | Londres (Reino Unido)   | Medalla de oro     | Persecución por equipos |

### Ciclismo en ruta
| Campeonato Mundial | Campeonato Mundial | Campeonato Mundial | Campeonato Mundial       |
| Año                | Lugar              | Medalla            | Competición              |
| ------------------ | ------------------ | ------------------ | ------------------------ |
| 2016               | Doha (Catar)       | Medalla de bronce  | Contrarreloj sub-23      |
| 2017               | Bergen (Noruega)   | Medalla de plata   | Contrarreloj por equipos |

1. ↑  Compitió en la ronda de clasificación.

## Palmarés

### Ruta
2015
- Campeonato de Australia Contrarreloj sub-23
- Campeonato de Australia en Ruta sub-23

2016
- 2.º en el Campeonato de Australia Contrarreloj sub-23
- 3.º en el Campeonato de Australia en Ruta sub-23
- 3.º en el Campeonato Mundial Contrarreloj sub-23
- 1 etapa del Tour de Olympia

2017
- Campeonato de Australia en Ruta

2021
- 1 etapa de la Vuelta a la Comunidad Valenciana

### Pista
2012
- 2.º en el Campeonato de Australia en Madison

2013
- Campeonato de Australia Persecución por Equipos (haciendo equipo con Alexander Edmondson, Glenn O'Shea y Luke Davison)
- Campeonato de Australia Madison (haciendo pareja con George Tansley)
- 3.º en el Campeonato de Australia en Ominum

2014
- 3.º en el Campeonato de Australia en Ominum

2015
- 3.º en el Campeonato mundial en persecución por equipos (con Alexander Edmondson, Jack Bobridge y Mitchell Mulhern)
- Campeonato de Australia Persecución por Equipos (haciendo equipo con Alexander Edmondson, Alexander Porter y Callum Scotson)

2016
- Campeonato del mundo en Persecución por equipos (con Sam Welsford, Callum Scotson y Michael Hepburn)
- Campeonato de Australia Persecución por Equipos (haciendo equipo con Alexander Edmondson, Alexander Porter y Callum Scotson)

## Resultados en Grandes Vueltas y Campeonatos del Mundo
| Carrera         | Carrera         | 2016 | 2017 | 2018 | 2019  | 2020  | 2021 | 2022  | 2023 | 2024 |
| --------------- | --------------- | ---- | ---- | ---- | ----- | ----- | ---- | ----- | ---- | ---- |
|                 | Giro de Italia  | —    | —    | —    | 138.º | 113.º | —    | 127.º | —    | —    |
|                 | Tour de Francia | —    | —    | —    | —     | —     | Ab.  | —     | —    | —    |
|                 | Vuelta a España | —    | —    | —    | —     | —     | —    | 109.º | —    | —    |
| Mundial en Ruta | Mundial en Ruta | —    | —    | —    | —     | —     | Ab.  | —     | —    | —    |

| —: No participó | Ab: Abandono |

## Equipos
- Illuminate (2016)
- Wanty-Groupe Gobert (stagiaire) (2016)
- BMC Racing (2017-2018)
- Groupama-FDJ (2019-2023)
- Arkéa-B&B Hotels (2024-)